# Kerria japonica
La rosa del Giappone (Kerria japonica (L.) DC., 1818) è una pianta della famiglia delle Rosacee. È l'unica specie del genere Kerria.
È originaria dell'Asia, in particolare Cina e Giappone, dove è chiamata Yamabuki.
Prende il nome da William Kerr, che ha introdotto in Europa la cultivar Pleniflora.

## Descrizione
È un arbusto dai fusti sottili, poco ramificati, che può raggiungere i 2 metri d'altezza. Viene coltivato come pianta ornamentale a fiore semplice o doppio (pleniflora); le foglie sono decidue, alterne, semplici a margine seghettato; i fiori sono gialli, quelli semplici hanno cinque petali, il frutto è un achenio contenente un solo seme. Fiorisce a metà primavera, a volte anche a fine estate con pochi fiori.

## Distribuzione e habitat
Originaria dell'Asia (Cina, Giappone, Corea), è diffusa come pianta coltivata nei giardini dell'area  mediterranea, anche nelle zone urbane in quanto è molto resistente all'inquinamento atmosferico.

## Propagazione
La moltiplicazione può avvenire per divisione dei cespi, per talea, per margotta o tramite i polloni.

## Usi
Coltivata ad uso ornamentale, in parchi o giardini per la formazione di siepi, gruppi isolati, etc.

## Coltivazione
La Kerria preferisce posizione soleggiata nei climi rigidi, semiombrosa nel clima mite. in genere non ha bisogno di annaffiature accontentandosi della pioggia, si annaffia nei periodi di siccità. Adattabile a tutti i tipi di terreno, purché drenato.
La potatura va eseguita subito dopo la fioritura primaverile, per favorire la formazione di gemme estive che porteranno i fiori nell'anno successivo.
La moltiplicazione avviene per divisione dei cespi, talea, margotta e  dai polloni radicali.
La concimazione va fatta con concime organico ben maturo.

## Avversità
Può essere soggetta a malattie fungine (Cylindrosporium e Brumeriella kerriae), e attacchi di bruchi all'apparato radicale.

## Varietà
"Pleniflora", a fiore doppio.
" Variegata "
" Golden Guinea"